# Jean-Paul Estiévenart
Jean-Paul Estiévenart (Bergen, 14 maart 1985) is een Belgisch jazztrompettist die in 2006 de Django d’or Jong Talent won. Naast trompet speelt hij ook bugel.
Estiévenart volgde klassieke muziekstudies – onder anderen bij de trompettist Jacques Hasveld – op de Academie van Saint-Ghislain. Dat hij na deze klassieke muziekopleiding toch voor jazz koos, is volgens hem te danken aan saxofonist en componist Fred Delplanq. Toen Estiévenart op 16-jarige leeftijd het album Kind of Blue van Miles Davis ontdekte, was hij naar eigen zeggen overdonderd, omdat hij tot dan toe niet had beseft dat je op zo’n manier muziek kon spelen. Hij werd eerst beïnvloed door Chet Baker en ontdekte daarna Freddie Hubbard en Woodie Shaw. Deze laatste vormde de inspiratie voor zijn eerste jazzgroep in 2004, met Fred Delplancq, Chris Mentens, Kris Duerinckx en Sabin Todorov. Hij luistert ook veel naar Wynton Marsalis, vooral toen deze musicus in de periode 1985-1987 met Bob Hurst, Jeff ‘Tain’ Watts en Marcus Roberts speelde.
Estiévenart is vooral geboeid door swing en elementen van funk. De meeste composities voor zijn kwartet 4in1 schrijft hij zelf, hierbij ruimte openlatend voor improvisatie.
Zijn debuut-cd uit 2009, "4in1" (wat ook de naam van de groep is) is een project met Estiévenart op trompet, Lorenzo Di Maio op gitaar, Samuel Gerstmans op contrabas en Toon Van Dionant op drums. In 2014 verscheen bij het platenlabel WERF (W.E.R.F.115) "Wanted" met Jean-Paul Estiévenart als leader van zijn eigen trio.